# Betis Futebol Clube
Betis Futebol Clube é uma agremiação esportiva da cidade de Ouro Branco, Minas Gerais. Atualmente disputa a Segunda Divisão do Campeonato Mineiro.
A equipe foi fundada através de uma ação social, que tinha como objetivo atender mais de 200 crianças por ano, afastando-as das drogas . Justamente por isso, o clube foi simbolicamente criado no Dia das Crianças, em 12 de outubro de 1999, se inspirando no Real Betis da Espanha, tanto em seu nome, como em suas cores e uniformes.

## História

### Histórico
| Histórico do Betis Futebol Clube em jogos oficiais[carece de fontes?] | Histórico do Betis Futebol Clube em jogos oficiais[carece de fontes?] | Histórico do Betis Futebol Clube em jogos oficiais[carece de fontes?] | Histórico do Betis Futebol Clube em jogos oficiais[carece de fontes?] | Histórico do Betis Futebol Clube em jogos oficiais[carece de fontes?] | Histórico do Betis Futebol Clube em jogos oficiais[carece de fontes?] |
| Vitórias                                                              | Empates                                                               | Derrotas                                                              | Gols Pró                                                              | Gols Contra                                                           | Total de Jogos                                                        |
| --------------------------------------------------------------------- | --------------------------------------------------------------------- | --------------------------------------------------------------------- | --------------------------------------------------------------------- | --------------------------------------------------------------------- | --------------------------------------------------------------------- |
| 3                                                                     | 7                                                                     | 43                                                                    | 39                                                                    | 137                                                                   | 53                                                                    |

### Participações
| Competição   | Competição                           | Temporadas | Melhor campanha | Estreia | Última | P | R |
| Minas Gerais | Campeonato Mineiro – Segunda Divisão | 6          | 9º colocado     | 2017    | 2022   | – | – |